# Der Buckel I
Der Buckel I ist der Titel eines Gemäldes von Alexej von Jawlensky aus dem Jahr 1911. Es zeigt eine Frau, die unter einer Kyphose leidet. Das Bild gehört nach Ansicht der Wissenschaft zu den bedeutendsten Arbeiten Jawlenskys. Heute ist es Bestandteil der privaten Sammlung Andreas Jawlensky in Locarno.

## Beschreibung
Das Gemälde Der Buckel I  ist in der Maltechnik Öl auf Karton ausgeführt und auf eine Holztafel aufgezogen. Es hat die Maße 53 × 49,5 cm. Signiert ist es oben rechts: A.Jawlensky 1911. Im Werkverzeichnis, dem Catalogue raisonné, trägt das Bild die Nummer CR I 381. Es befindet sich heute in der privaten Sammlung von Andreas Jawlensky in Locarno.
1911 verbrachten Jawlensky, seine spätere Ehefrau Helene Nesnakomoff, ihr gemeinsamer Sohn Andreas Nesnakomoff und Marianne von Werefkin den Sommer im Ostseebad Prerow, wo er die Bekanntschaft einer Fischersfrau machte, die einen Buckel hatte. Er porträtierte die Frau dreimal, aber nicht als individuelles Modell, sondern als Typus. Die Bilder tragen die Titel Bucklige Fischersfrau, Die Bucklige und Der Buckel I. Während die ersten beiden Werke noch durch einen spezifischen Gesichtsausdruck, wie die Schrägstellung des Mundes, noch auf das Leiden der Frau hinweisen, tritt beim dritten Bild die physische Deformation ihres Körpers zurück. Der halslose Kopf mit einem spitznasigen und großäugigen Gesicht zeigt keinen leidenden, sondern einen eher ernsten Ausdruck. Jawlensky schreibt, dass es ihm damals „zum ersten Mal gelang, den seinem Kunstwollen entsprechenden Ausdruck zu finden“.
Die Farbigkeit der Bilder ist sehr intensiv und setzt sich später, ab 1912, in seinen typischen maskenhaft stilisierten Köpfen fort. In den ersten beiden Bildern ist sie noch skizzenhaft und roh aufgetragen, im Gemälde Der Buckel I aber fließend. Die Konturen sind in Schwarz, Blau und Rot gehalten. Die Komposition zeigt eine verdichtete Figur, die das Format voll ausfüllt und dadurch den Eindruck der Enge erzeugt. Nach Ansicht des Jenaer Kurators Erik Stephan könnten die seelische Bewegtheit und die körperliche Deformation des Motivs für Jawlensky Synonyme für das in uns wohnende Fremde, Bizarre und Dämonische gewesen sein.
1914, zu Beginn des Ersten Weltkrieges, wurde Jawlensky aus Deutschland ausgewiesen und musste Vieles in seiner Münchner Wohnung zurücklassen – darunter auch dieses Bild. Er bat daraufhin aus dem Schweizer Exil seinen Freund Cuno Amiet, ihm aus München sein Bild La maison de Père Pilon (1890) von Vincent van Gogh zu bringen. Amiet fuhr noch im selben Jahr nach München, brachte aber auch noch andere Bilder, darunter auch dieses, mit in die Schweiz. Jawlenskys spätere Agentin, Malerkollegin und Kunsthändlerin Emilie Scheyer sah das Bild 1915 in einer Ausstellung russischer Künstler in Lausanne und suchte daraufhin den Kontakt zu ihm. Jawlensky fertigte für sie 1917 eine verkleinerte Replik des Werkes an.

## Ausstellungen
- Alexej von Jawlensky – „Ich arbeite für mich, nur für mich und meinen Gott.“ 2. September bis 25. November 2012, Kunstsammlung Jena.
- documenta 1 vom 15. Juli bis 18. September 1955, im Katalog Nr. 235